# Tràquea (artròpodes)
Els onicòfors. El conjunt de tràquees forma el sistema traqueal que és una xarxa de tubs buits, progressivament de menor diàmetre (de 0,8 mm a pocs micròmetres), que penetra en els teixits i aporta oxigen a les cèl·lules. Les tràquees són invaginacions del tegument i, per tant, estan recobertes per cutícula que es reemplaça amb la muda (ècdisi). En la respiració traqueal el transport de gasos respiratoris és totalment independent de l'aparell circulatori per la qual cosa, a diferència dels vertebrats, el fluid circulatori (hemolimfa) no guarda oxigen, i es creu que aquest és un dels factors que poden limitar la seva mida màxima de desenvolupament. Posseeixen tràquees els aràcnids, els miriàpodes i els insectes.
Els gasos poden moure's pel sistema respiratori mitjançant un sistema passiu (difusió) o actiu (ventilació), com els saltamartins o les abelles, que bomben activament l'aire a sacs de l'abdomen i són capaços de controlar el flux a través del cos.

## Insectes
El sistema traqueal dels insectes consta dels següents elements:
- Estigmes o espiracles. Les tràquees connecten amb l'exterior a través de porus arrodonits denominats estigmes o espiracles que s'obren a l'exterior directament o posseeixen una cambra (atri o cavitat subestigmàtica) amb estructures com ara pèls o espines que minimitzen la pèrdua d'aigua i impedeixen l'entrada de pols i paràsits; també tenen diferents sistemes de tancament. La distribució dels espiracles pot variar molt entre els diferents ordres d'insectes, però en general cada segment del cos pot tenir un parell.
- Tràquees. Són tubs buits pels quals circulen els gasos respiratoris; a més d'estar revestides de cutícula presenten anells en espiral (ctenidis) que les reforcen i impedeixen que es col·lapsin. Les tràquees són permeables als gasos en tot el seu recorregut. En relació amb les tràquees poden existir sacs aeris que són cambres molt dilatables que emmagatzemen aire i faciliten el vol.
- Traquèoles. Les tràquees es ramifiquen i es fan més estretes per originar les traquèoles que transporten els gasos metabòlics des de i cap als teixits. Les traquèoles penetren a les cèl·lules i actuen com a punts d'intercanvi d'aigua, oxigen i diòxid de carboni.

En alguns insectes aquàtics les tràquees intercanvien gasos directament a través del tegument gràcies a l'existència d'estructures branquials recobertes per cutícula molt fina, denominades traqueobrànquies.

## Miriàpodes
El sistema traqueal dels miriàpodes és molt similar al dels insectes; malgrat això, hi ha proves que van evolucionar independentment.

## Aràcnids
Els aràcnids tenen dues estructures respiratòries diferents, els pulmons en llibre i el sistema traqueal, que poden presentar-se juntes en el mateix animal. El sistema traqueal dels aràcnids tampoc és homòleg al dels insectes i miriàpodes, de manera que, en els artròpodes, hi ha hagut un notable fenomen de convergència evolutiva pel que es refereix al desenvolupament d'un aparell respiratori adequat per a la colonització del medi terrestre; el sistema traqueal va aparèixer tres vegades de manera independent en tres grups diferents d'artròpodes.
Els aranèids més primitius (Mesothelae) posseeixen dos parells de pulmons en llibre i no tenen tràquees; els araneomorfs, més complexes, posseeixen normalment un parell de pulmons i un sistema de tubs traqueals.
Els ricinúlids, pseudoscorpins, solífugs, opilions i àcars tenen també un sistema traqueal més o menys desenvolupat, però no així els escorpins, uropigis, amblipigis i esquizòmides, que respiren través de pulmons en llibre.